# Pothyne sabahensis
Pothyne sabahensis là một loài bọ cánh cứng trong họ Cerambycidae.